# Севернородопски разлом на отделяне
Севернородопски разлом на отделяне или Севернородопски навлак е тектонско нарушение с регионален характер в България.
Навлакът се очертава главно в северните склонове на Западните Родопи, а също така и в Централните Родопи и в окрайнините на Североизточна и Северна Рила. Простира се от долината на река Черни Искър на запад (южно-югозападно от Говедарци) до долината на река Въча на изток (южно от Кричим).
Представлява полегато наклонена – 20 – 30°, към север разломна повърхнина с направление северозапад-югоизток. От повърхнината на разлома се разграничават две скални последователности от метаморфни скали, които по особеностите си контрастно се разграничават – мигматизираните гнайси и анатектити, заедно с вместените в тях терциерни гранити и незасегнатите от ултраметаморфни явления слюдени шисти, парагнайси и мрамори.